# Bacia de frente de cadeia
Uma bacia de frente de cadeia ou bacia de ante-país  é uma acumulação de sedimentos provenientes de um orógeno e depositados sobre uma região adjacente relativamente pouco deformada pela tectónica. Estas bacias sedimentares são formadas em escalas de tempo entre milhões e centenas de milhões de anos. Devido ao peso do orógeno sobre a litosfera terrestre, a região onde se acumulam os sedimento afunda-se isostaticamente e gera o espaço necessário (bacia) para reter os sedimentos trazidos principalmente por rios a partir do orógeno. Este afundamento deve-se ao sistema orógeno-bacia descansar sobre a astenosfera, que se comporta como um fluido em escalas de tempo geológicas, enquanto a litosfera se flexiona como uma placa delgada (flexão litosférica). 
Exemplos de bacias de frente de cadeia e orógenos associados: 
- Bacia do Ebro (Pirenéus)
- Bacia de Molasse e bacia do rio Pó (Alpes)
- Bacia de Alberta (Montanhas Rochosas)

As bacias de interior podem ser dividias em duas categorias:
- Periféricas, na placa subductida durante a colisão (ou seja, no arco exterior ao orógeno)

Exemplos são as bacias de frente de cadeia dos Alpes Setentrionais ou da Bacia do Ganges
- Retro-arcaicas, na placa superior durante a convergência ou colisão (i.e. situada atrás do arco magmático que está ligado à subducção da litosfera oceânica)

Exemplos são as bacias dos Antes, e as do Mesozoico tardio ao Cenozoico das Montanhas Rochosas